# Кълвачи
Кълвачите (Picoides) са род птици от семейство Кълвачови (Picidae).

## Разпространение
Представителите на този род са разпространени в Евразия и Северна Америка.

## Описание тананнотонивринншпо
Мъжките имат жълто на темето, въпреки че тази характеристика присъства и при някои други пъстри кълвачи. Краката показват изключителна адаптация към дървесния начин на живот, тъй като им липсва първият пръст.

## Хранене
Кълвачите получават около 85% от храната си (насекоми) чрез кълване на жива или мъртва дървесина. Косматият кълвач например получава само 45% от храната си чрез кълване на дърво, 30% от повърхността на стволовете и 25% от други места.

## Видове
Родът включва следните три вида:
- Picoides tridactylus – Трипръст кълвач
- Picoides dorsalis – Американски трипръст кълвач
- Picoides arcticus – Черногърб кълвач